# Jurij Plechanow
Jurij Siergiejewicz Plechanow (ros. Юрий Сергеевич Плеханов, ur. 20 maja 1930 w Moskwie, zm. 10 lipca 2002 tamże) – radziecki funkcjonariusz służb specjalnych, generał porucznik, działacz partyjny.

## Życiorys
Od 1957 należał do KPZR, 1960 zaocznie ukończył Moskiewski Państwowy Instytut Pedagogiczny i został wykładowcą historii. Funkcjonariusz komsomolski i partyjny, od 1964 referent wydziału KC KPZR, od 1965 sekretarz Jurija Andropowa, 1967 został funkcjonariuszem KGB. Od 12 października 1970 do marca 1983 szef Wydziału 12 KGB ZSRR, od 1981 generał porucznik, od 24 marca 1983 do 22 sierpnia 1991 szef Zarządu 9 (od lutego 1990: Służby Ochrony) KGB ZSRR, od grudnia 1987 do 22 sierpnia 1991 członek Kolegium KGB ZSRR.
Podczas puczu Janajewa zorganizował internowanie Michaiła Gorbaczowa, jednak po upadku puczu został aresztowany i pozbawiony stopnia wojskowego i odznaczeń. W grudniu 1992 zwolniony, 23 lutego 1994 amnestionowany.
Pochowany na Cmentarzu Kuncewskim w Moskwie.

## Odznaczenia
- Order Lenina
- Order Czerwonego Sztandaru Pracy
- Order Czerwonej Gwiazdy
- Order „Znak Honoru”
- Odznaka "Honorowy Funkcjonariusz Bezpieczeństwa"

I 11 medali.